# Persone di nome Tyler
| Questa pagina contiene informazioni ricavate automaticamente dalle voci biografiche con l'ausilio del template Bio e di un bot. L'aggiornamento è periodico e automatico e ricostruisce completamente la pagina. Se manca una persona in questa lista, sei pregato di non aggiungerla, ma accertati piuttosto che la sua voce biografica contenga il template Bio e che i dati anagrafici siano correttamente compilati. Se il template Bio manca, inseriscilo tu stesso o, in alternativa, metti l'avviso {{tmp\|Bio}} che ne segnala la mancanza. Se i dati riportati sono sbagliati, correggi direttamente la voce biografica; le modifiche saranno visibili in questa lista entro pochi giorni. Per chiarimenti vedi il progetto antroponimi. La lista contiene solo le 146 persone che sono citate nell'enciclopedia e per le quali è stato implementato correttamente il template Bio. Pagina aggiornata al 16 ott 2024. |

Questa è una lista di persone presenti nell'enciclopedia che hanno il prenome Tyler, suddivise per attività principale.

## Allenatori di hockey su ghiaccio(1)
- Tyler Plante, allenatore di hockey su ghiaccio e ex hockeista su ghiaccio statunitense (Milwaukee, n. 1987)

## Artisti marziali misti(1)
- T.J. Dillashaw, artista marziale misto statunitense (Sonora, n. 1986)

## Astronauti(1)
- Tyler Hague, astronauta statunitense (Belleville, n. 1975)

## Attori(20)
- Tyler Alvarez, attore statunitense (New York, n. 1997)
- Tyler Barnhardt, attore statunitense (Raleigh, n. 1993)
- Tyler Blackburn, attore e cantante statunitense (Burbank, n. 1986)
- Tyler Brooke, attore statunitense (New York, n. 1886 - Los Angeles, † 1943)
- Ty Burrell, attore statunitense (Grants Pass, n. 1967)
- Tyler Christopher, attore statunitense (Joliet, n. 1972 - San Diego, † 2023)
- Tyler Hanes, attore, cantante e ballerino statunitense (Jacksonville, n. 1982)
- Tyler Hilton, attore e cantante statunitense (Palm Springs, n. 1983)
- Tyler Hoechlin, attore statunitense (Corona, n. 1987)
- Tyler Hynes, attore canadese (Toronto, n. 1986)
- Tyler Johnston, attore canadese (New Westminster, n. 1987)
- Tyler Patrick Jones, attore statunitense (California, n. 1994)
- Tyler Mane, attore e ex wrestler canadese (Saskatoon, n. 1966)
- Tyler McVey, attore statunitense (Bay City, n. 1912 - Rancho Mirage, † 2003)
- Ty Olsson, attore canadese (Halifax, n. 1974)
- Tyler Posey, attore, musicista e modello statunitense (Santa Monica, n. 1991)
- Tyler Ritter, attore statunitense (Los Angeles, n. 1985)
- Tyler Labine, attore canadese (Brampton, n. 1978)
- Tyler James Williams, attore statunitense (Contea di Westchester, n. 1992)
- Tyler Young, attore statunitense (Chicago, n. 1990)

## Attori pornografici(1)
- Tyler Riggz, ex attore pornografico statunitense (n. 1975)

## Calciatori(16)
- Tyler Adams, calciatore statunitense (Wappingers Falls, n. 1999)
- Tyler Bindon, calciatore neozelandese (Auckland, n. 2005)
- Tyler Blackett, calciatore inglese (Manchester, n. 1994)
- Tyler Boyd, calciatore neozelandese (Tauranga, n. 1994)
- Tyler Burey, calciatore inglese (Hillingdon, n. 2001)
- Tyler Forbes, calciatore anglo-verginiano (Road Town, n. 2002)
- Tyler Hemming, ex calciatore canadese (London, n. 1985)
- Tyler Humphrey, calciatore americo-verginiano (n. 1991)
- Tyler Lissette, calciatore neozelandese (Hamilton, n. 1991)
- Tyler Miller, calciatore statunitense (Woodbury, n. 1993)
- Tyler Morton, calciatore inglese (Wallasey, n. 2002)
- Tyler Pasher, calciatore canadese (Elmira, n. 1994)
- Tyler Roberts, calciatore inglese (Gloucester, n. 1999)
- Tyler Walker, calciatore inglese (Nottingham, n. 1996)
- Tyler Wilson, ex calciatore statunitense (Chino Hills, n. 1989)
- Tyler Wolff, calciatore statunitense (Snellville, n. 2003)

## Calciatrici(1)
- Tyler Toland, calciatrice irlandese (St Johnston, n. 2001)

## Cantanti(1)
- Telle Smith, cantante, musicista e cantautore statunitense (Dayton, n. 1986)

## Cantautori(3)
- Tai Verdes, cantautore statunitense (Los Angeles, n. 1995)
- Tyler Hubbard, cantautore statunitense (Monroe, n. 1987)
- Tyler Joseph, cantautore, rapper e polistrumentista statunitense (Columbus, n. 1988)

## Cestisti(32)
- Tyler Bey, cestista statunitense (Las Vegas, n. 1998)
- Tyler Cain, ex cestista statunitense (Rochester, n. 1988)
- Tyler Cavanaugh, cestista statunitense (Syracuse, n. 1994)
- Tyler Cheese, cestista statunitense (Albany, n. 1996)
- Tyler Cook, cestista statunitense (Saint Louis, n. 1997)
- Tyler Davis, cestista statunitense (San Jose, n. 1997)
- Tyler Dorsey, cestista statunitense (Pasadena, n. 1996)
- Tyler Ennis, cestista canadese (Toronto, n. 1994)
- Tyler Hall, cestista statunitense (Rock Island, n. 1997)
- Tyler Harris, cestista statunitense (Dix Hills, n. 1993)
- Tyler Harvey, cestista statunitense (Torrance, n. 1993)
- Tyler Herro, cestista statunitense (Milwaukee, n. 2000)
- Tyler Honeycutt, cestista statunitense (Sylmar, n. 1990 - Sherman Oaks, † 2018)
- Tyler Hughes, ex cestista statunitense (n. 1984)
- Tyler Johnson, cestista statunitense (Grand Forks, n. 1992)
- Tyler Kalinoski, cestista statunitense (Cincinnati, n. 1992)
- Tyler Kepkay, ex cestista canadese (Vancouver, n. 1987)
- Tyler Larson, ex cestista e allenatore di pallacanestro statunitense (Las Vegas, n. 1991)
- Tyler Laser, ex cestista statunitense (Hillsdale, n. 1988)
- Tyler Lydon, ex cestista statunitense (Hudson, n. 1996)
- Tyler Nelson, cestista statunitense (Bradford, n. 1995)
- Tyler Olander, ex cestista statunitense (Mansfield, n. 1992)
- Tyler Roberson, cestista statunitense (Union, n. 1994)
- Tyler Robertson, cestista australiano (Melbourne, n. 2000)
- Ty Sabin, cestista statunitense (New Berlin, n. 1994)
- Tyler Smith, ex cestista statunitense (Lake Forest, n. 1980)
- Tyler Smith, cestista statunitense (New Orleans, n. 2004)
- Tyler Stone, cestista statunitense (Memphis, n. 1991)
- Tyler Ulis, ex cestista e allenatore di pallacanestro statunitense (Lima, n. 1996)
- Tyler Wideman, cestista statunitense (Schererville, n. 1995)
- Tyler Wilkerson, cestista statunitense (Lexington, n. 1988)
- Tyler Zeller, ex cestista statunitense (Visalia, n. 1990)

## Ciclisti su strada(2)
- Tyler Farrar, ex ciclista su strada statunitense (Wenatchee, n. 1984)
- Tyler Hamilton, ex ciclista su strada statunitense (Marblehead, n. 1971)

## Diplomatici(1)
- Tyler Kent, diplomatico statunitense (n. 1911 - † 1988)

## Economisti(1)
- Tyler Cowen, economista statunitense (n. 1962)

## Giocatori di baseball(6)
- Tyler Anderson, giocatore di baseball statunitense (Las Vegas, n. 1989)
- Tyler Clippard, ex giocatore di baseball statunitense (Lexington, n. 1985)
- Tyler Glasnow, giocatore di baseball statunitense (Santa Clarita, n. 1993)
- Ty Kelly, giocatore di baseball statunitense (Dallas, n. 1988)
- Tyler O'Neill, giocatore di baseball canadese (Burnaby, n. 1995)
- Tyler Thornburg, giocatore di baseball statunitense (Houston, n. 1988)

## Giocatori di curling(1)
- Tyler George, giocatore di curling statunitense (Duluth, n. 1982)

## Giocatori di football americano(34)
- Tyler Ott, giocatore di football americano statunitense (Tulsa, n. 1992)
- Tyrel Dodson, giocatore di football americano statunitense (Franklin, n. 1998)
- Tyler Allgeier, giocatore di football americano statunitense (Fontana, n. 2000)
- Tyler Badie, giocatore di football americano statunitense (New Orleans, n. 2000)
- Tyler Bass, giocatore di football americano statunitense (Columbia, n. 1997)
- Tyler Biadasz, giocatore di football americano statunitense (Amherst, n. 1997)
- Tyler Boyd, giocatore di football americano statunitense (Clairton, n. 1994)
- Tyler Clutts, giocatore di football americano statunitense (Vallejo, n. 1984)
- Tyler Eifert, giocatore di football americano statunitense (Fort Wayne, n. 1990)
- Tyler Ervin, giocatore di football americano statunitense (San Bernardino, n. 1993)
- Tyler Guyton, giocatore di football americano statunitense (Manor, n. 2001)
- Tyler Hall, giocatore di football americano statunitense (Hawthorne, n. 1998)
- Tyler Higbee, giocatore di football americano statunitense (Clearwater, n. 1993)
- Tyler Huntley, giocatore di football americano statunitense (Dania, n. 1998)
- Tyler Jarnagin, giocatore di football americano statunitense
- Tyler Johnson, giocatore di football americano statunitense (Minneapolis, n. 1998)
- Tyler Kroft, giocatore di football americano statunitense (n. 1992)
- Tyler Lacy, giocatore di football americano statunitense (Garland, n. 1999)
- Tyler Lancaster, giocatore di football americano statunitense (Naperville, n. 1994)
- Tyler Linderbaum, giocatore di football americano statunitense (Solon, n. 2000)
- Tyler Lockett, giocatore di football americano statunitense (Tulsa, n. 1992)
- Tyler Mabry, giocatore di football americano statunitense (Ypsilanti, n. 1996)
- Tyler Matakevich, giocatore di football americano statunitense (Stratford, n. 1992)
- Tyler Nubin, giocatore di football americano statunitense (St. Charles, n. 2001)
- Ty Okada, giocatore di football americano statunitense (Woodbury, n. 1998)
- Tyler Polumbus, ex giocatore di football americano statunitense (Denver, n. 1985)
- Tyler Rutenbeck, giocatore di football americano statunitense (Maquoketa, n. 1991)
- Ty Sambrailo, ex giocatore di football americano statunitense (Watsonville, n. 1992)
- Tyler Sash, giocatore di football americano statunitense (Oskaloosa, n. 1988 - Oskaloosa, † 2015)
- Tyler Scott, giocatore di football americano statunitense (Norton, n. 2001)
- Tyler Shelvin, giocatore di football americano statunitense (Lafayette, n. 1998)
- Tyler Smith, giocatore di football americano statunitense (Fort Worth, n. 2001)
- Tyler Steen, giocatore di football americano statunitense (Miami, n. 2000)
- Tyler Thigpen, ex giocatore di football americano statunitense (Winnsboro, n. 1984)

## Hockeisti su ghiaccio(4)
- Tyler Ennis, ex hockeista su ghiaccio canadese (Edmonton, n. 1989)
- Tyler Myers, hockeista su ghiaccio statunitense (Houston, n. 1990)
- Tyler Seguin, hockeista su ghiaccio canadese (Brampton, n. 1992)
- Tyler Toffoli, hockeista su ghiaccio canadese (Scarborough, n. 1992)

## Modelli(1)
- Tyler Riggs, modello statunitense (Tampa, n. 1986)

## Musicisti(3)
- Tyler Bates, musicista, compositore e produttore discografico statunitense (Los Angeles, n. 1965)
- Tyler Pope, musicista statunitense (n. 1977)
- Tyler Rebbe, musicista e bassista statunitense (Thousand Oaks)

## Nuotatori(1)
- Tyler McGill, ex nuotatore statunitense (Champaign, n. 1987)

## Pallanuotisti(2)
- Tyler Abramson, pallanuotista statunitense (Orinda, n. 1998)
- Tyler Martin, pallanuotista australiano (Toronto, n. 1990)

## Pallavolisti(3)
- Tyler Hildebrand, ex pallavolista e allenatore di pallavolo statunitense (Mesa, n. 1984)
- Tyler Mitchem, pallavolista statunitense (n. 1998)
- Tyler Sanders, pallavolista canadese (Winnipeg, n. 1991)

## Rapper(1)
- Tyler, the Creator, rapper, cantautore e produttore discografico statunitense (Los Angeles, n. 1991)

## Registi(1)
- Tyler Gillett, regista e scenografo statunitense (Flagstaff, n. 1982)

## Sciatori alpini(3)
- Tyler Nella, ex sciatore alpino canadese (Burlington, n. 1988)
- Tyler Palmer, ex sciatore alpino statunitense (Kearsarge, n. 1950)
- Tyler Werry, ex sciatore alpino canadese (Calgary, n. 1991)

## Sciatori freestyle(1)
- Tyler Wallasch, sciatore freestyle statunitense (n. 1994)

## Tuffatori(1)
- Tyler Downs, tuffatore statunitense (Saint Louis, n. 2003)

## Velisti(1)
- Tyler Bjorn, velista canadese (Montréal, n. 1970)

## Velocisti(1)
- Tyler Christopher, ex velocista canadese (Chilliwack, n. 1983)

## Wrestler(1)
- Tyler Bate, wrestler britannico (Dudley, n. 1997)